# Trygve Carlsson
Sten Erik Trygve Carlsson, född 27 februari 1945 i Kvänums församling, är en svensk förläggare. Carlsson grundade bokförlaget Carlsson år 1983, efter att ha arbetat som redaktör på förlaget Forum och förlagschef på Liber.

## Ledamotskap
- Ledamot av Kungl. Gustaf Adolfs Akademien (LGAA)[3]